# En las afueras de la ciudad
En las afueras de la ciudad es una película de horror y suspenso chilena de 2013, dirigida por Patricio Valladares y protagonizada por Siboney Lo, Carolina Escobar, Daniel Antivilo, Francisco Hernández, Serge François Soto, Domingo Guzmán, y Daniel Candia. El guion es de Patricio Valladares y Andrea Cavaletto. Inspirada en hechos reales de abusos sexuales, narcotráfico y canibalismo rural del sur de Chile.

## Sinopsis
Inspirado en un hecho real, cuenta la historia de Ana y Anny, son hermanas y han crecido aisladas, bajo la atrocidad del tráfico y la obsesión incestuosa de su macabro padre, que al ser denunciado asesina a dos oficiales y acaba encarcelado. Libradas del abusivo padre, deberán huir de Tío Costello, traficante de la ciudad que intenta recuperar una gran cantidad de drogas oculta en el bosque.

## Reparto
- Siboney Lo como Ana.
- Carolina Escobar como Anny.
- Daniel Antivilo como El Papá.
- Joser Hernández como Manuel.
- Serge François Soto como Tío Costello.
- Domingo Guzmán como Sicario.
- Renato Munster como Esteban.

## Selecciones Oficiales
- 2012 Fantasia Festival (World Premiere)
- 2012 London FrightFest Film Festival (Europe Premiere)
- 2012 Celluloid Scream Film Festival
- 2012 Serbian Fantastic Film Festiva
- 2012 Tohorror Film Fest
- 2012 Asti Film Festival
- 2012 Festival de Cine de La Habana
- 2012 Feratum Film Festival
- 2012 Buenos Aires Rojo Sangre
- 2013 San Diego Latino Film Festival
- 2013 HorrorHound Weekend

## Recepción de la crítica
La película recibió críticas mixtas por parte de los críticos. Comentarios muy favorables por parte del codirector de London FrightFest Film Festival, Paul McEvoy, quien señaló: "Hidden in the Woods es una ráfaga de pura adrenalina "punk rock" proveniente de América del Sur. Sin compromisos, inquebrantable, sumamente imparable. No es para cobardes. Es un asalto cinematográfico a toda velocidad en los sentidos. Un choque cine brutal al sistema que estalla en la pantalla como un animal rabioso enfurecido".
Por otra parte el filme se ganó el odio del reconocido crítico inglés Kim Newman, el cual con una dura crítica en Screendaily señaló que es la película que más ha odiado en los últimos años.

## Remake
Así es, Hidden in the Woods, o lo que es lo mismo, En las afueras de la ciudad, tendrá su  Remake norteamericano de la mano de Blanc Biehn Productions, la productora propiedad de Michael Biehn y su esposa Jennifer Blanc Biehn, quienes debutaron el pasado año con The Victim, dirigida por el propio Biehn. Por lo visto todo surgió en el pasado Fantasia Film Festival de Montreal, en el que Hidden in the Woods se presentó ante el gran público y del que Michael Biehn formó parte como jurado. Tras finalizar la sesión fue la mujer de Biehn quien organizó un encuentro a tres bandas en el hotel en el que se alojaban y de allí salieron con un acuerdo entre manos para filmar un remake de Hidden in the Woods que dirigiría el propio Valladares y protagonizaría Michael Biehn.
La película empezará a rodarse a principios de junio de 2013 en Texas. El filme está siendo producido por Loris Curci, que fue uno de los productores de la película del director Darren Lynn Bousman titulada 111111. Además de Michael Biehn contará con la presencia de actores de la talla de William Forsythe (The Devil's Rejects), Electra Avellan (Grindhouse, Machete), Mark Burnham, Andy Mackenzie  (Sushi Girl), Chris Browning (Cowboys & Aliens, The Last Stand, Sons of Anarchy),  Jennifer Blanc Biehn (Dark Angel)